# Pierre Attaignant
Pierre Attaingnant o Attaignant (vers el 1494 – 1551 o 1552) fou un editor i impressor francès.
Fou el primer que, el 1527 se serví dels caràcters movibles per a imprimir música, fosos el 1525 per Pierre Hautin, que emprà per primera vegada en l'edició del Premier livre de motets, col·lecció que assolí fins a 20 volums, molt estimats pels bibliòfils, a causa de la seva raresa.
A més publicà, diverses recopilacions de cançons i altres obres, algunes de les quals gaudeixen de celebritat, destacant en primer terme les que figuren en el volum consagrat a Clément Janequin (c. 1485 - 1558), amb els títols de Chants d'oiseaux, La Chasse, La Guerre, i L'Alouette, característiques composicions imitatives. De 1530 a 1549, publicà la col·lecció Trenta-cinq livres de chansons nouvelles de divers auteurs, deux volumes, entre els quals s'hi compta l'autor belga Olivier de Latre i, entremig el Livre des Danceries à six parties par Consilium (1543) i la famosa obra de Gervaise Livre de la viole que, començada a imprimir per Attaignant, al publicar-se el 1556 porta en el peu d'impremta el nom de la seva vídua.